# Henryk Komar
Henryk Komar (ur. 2 stycznia 1940 w Dzięciarach) – polski nauczyciel i polityk, poseł na Sejm X kadencji.

## Życiorys
Ukończył w 1964 studia na Wydziale Filozoficzno-Historycznym Uniwersytetu Łódzkiego, uzyskując tytuł zawodowy magistra historii. Po studiach przez dwa lata pracował w liceum ogólnokształcącym w Łodzi, w 1967 został na nauczycielem w Zespole Szkół Górniczych Ministerstwa Górnictwa i Energetyki-Technikum Budowy Maszyn Górniczych w Piotrkowie Trybunalskim.
Od 1966 do 1967 był pracownikiem Zarządu Wojewódzkiego Związku Młodzieży Wiejskiej w Łodzi. W latach 1961–1974 należał do Zjednoczonego Stronnictwa Ludowego, po czym wstąpił w 1976 do Polskiej Zjednoczonej Partii Robotniczej. Z ramienia tej partii sprawował funkcję I sekretarza Komitetu Miejskiego w Piotrkowie Trybunalskim. Stanowisko stracił po wprowadzeniu stanu wojennego, przez kilka miesięcy pozostawał bezrobotny, następnie objęty zakazem nauczania historii. Prowadził działalność w Zrzeszeniu Studentów Polskich i w Związku Nauczycielstwa Polskiego.
W latach 1980–1981 pełnił funkcję przewodniczącego Komisji Zakładowej Niezależnego Samorządnego Związku Zawodowego „Solidarność” w zespole szkół oraz w Fabryce Maszyn Górniczych „Pioma”. Był także zastępcą przewodniczącego miejskiej komisji pracowników oświaty i wychowania związku.
W 1989 uzyskał mandat posła na Sejm kontraktowy. Został wybrany w okręgu piotrkowskim z puli PZPR. Na koniec kadencji należał do Poselskiego Klubu Pracy. Zasiadał w Komisji Spraw Zagranicznych, Komisji Edukacji, Nauki i Postępu Technicznego, a także w dwóch komisjach nadzwyczajnych. Po zakończeniu kadencji związał się z Unią Pracy, przewodniczył jej strukturom w Piotrkowie Trybunalskim, z jej list bez powodzenia kandydował w 1993 do parlamentu. Następnie zrezygnował z członkostwa w UP.
Był także przewodniczącym rady miasta w Piotrkowie Trybunalskim (od 1994 do 1997). Zajmował stanowiska kierownicze w piotrkowskich organizacjach społecznych, m.in. wiceprezesa w Trybunalskim Centrum Przedsiębiorczości (do 2005) i Towarzystwie Przyjaciół Piotrkowa (do 2008).

## Odznaczenia
- Złoty Krzyż Zasługi (1988)
- Medal Komisji Edukacji Narodowej[1]